# Фредерик Паутч
Фредерик Паутч[джерело?] (пол. Fryderyk Pautsch; 3 квітня 1877, Делятин, Надвірнянський повіт, Королівство Галичини та Володимирії, Австро-Угорщина — 1 липня 1950, Краків, Краківське воєводство, Польська Народна Республіка) — відомий польський художник; пов’язаний з рухом «Молода Польща».

## Життєпис

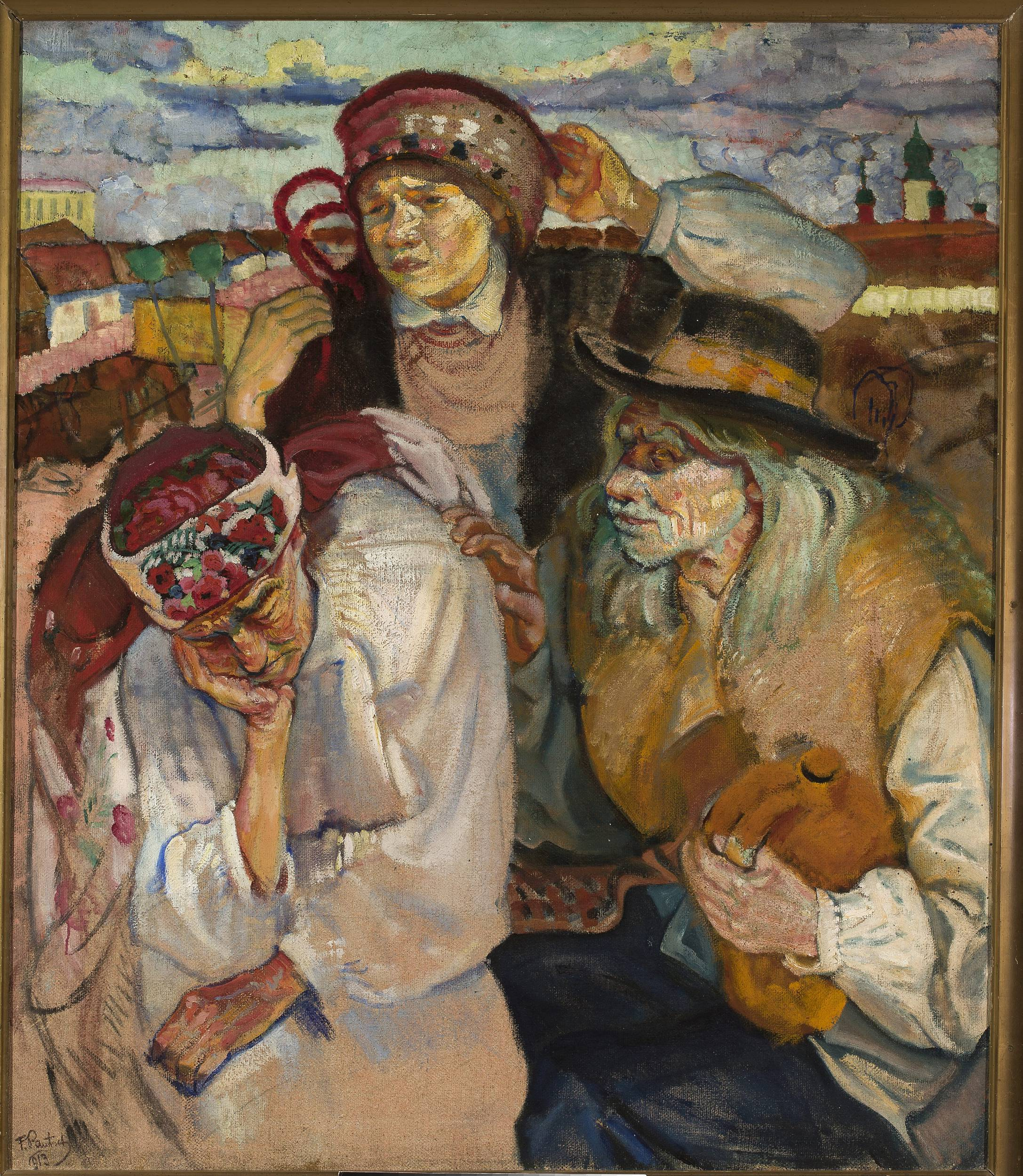
Дослідження гуцульських селян

Фредерик Паутч народився 22 вересня 1877 року, у місті Делятин Надвірнянського повіту Королівства Галичини та Володимирії.
У 1898 році він почав вивчати юриспруденцію у Францисканському коледжі Університету Франца I (нині Львівський національний університет імені Івана Франка), а в 1899 році поглиблені юридичні студії в Ягеллонському університеті в Кракові. 

Проте вирішив змінити напрямок і натомість зайнятися мистецтвом. Він вступив до Академії образотворчих мистецтв, де його викладачами були Леон Вичулковський та Юзеф Унієржиський. 1903–1904 — з художниками Владиславом Яроцьким та Казимиром Сіхульським досліджував звичаї та обряди гуцулів, що зафіксуав у картинах.

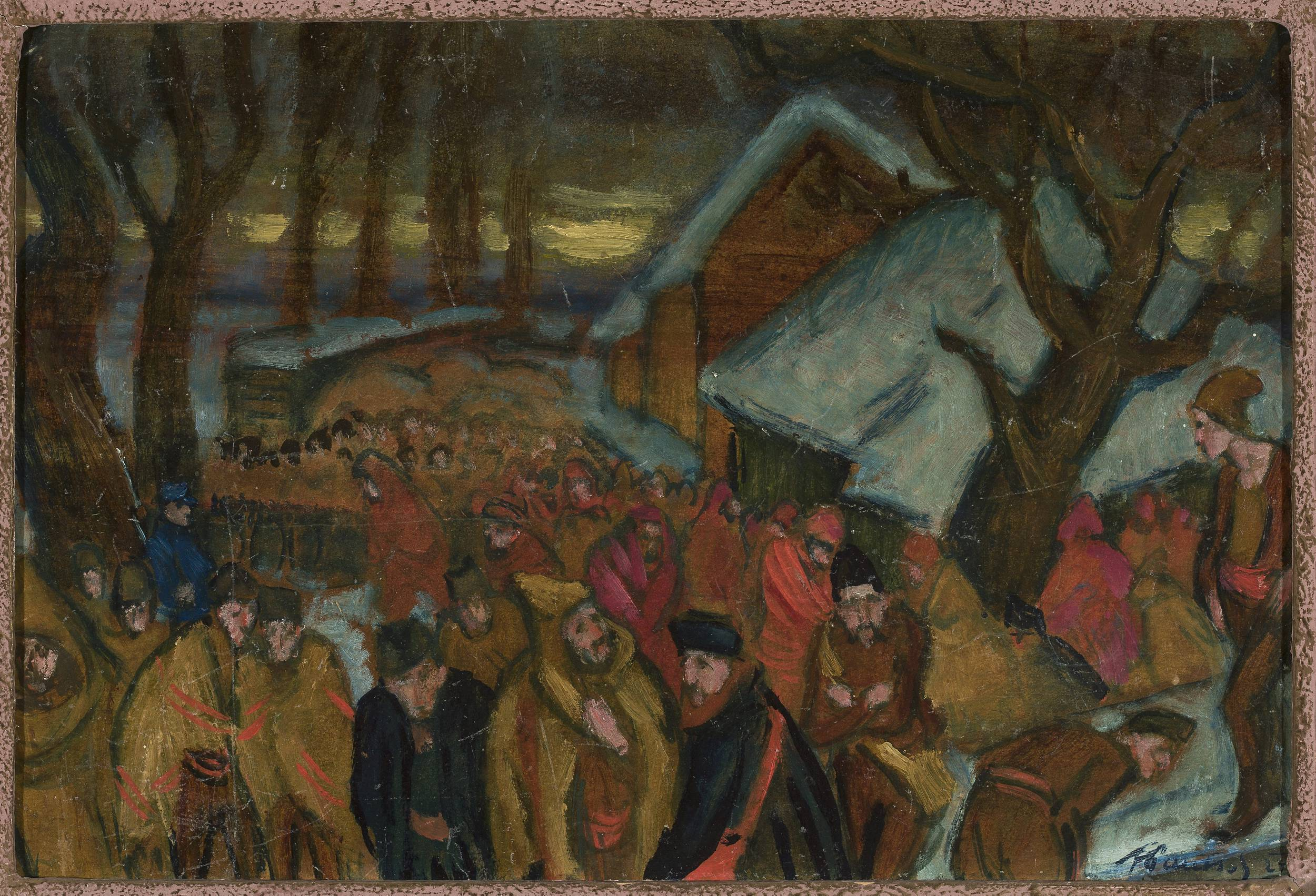
Військові транспорти з Королівства Сербія

Завдяки стипендії він зміг навчатися в Парижі, в Академії Жуліана, з 1905 по 1906 рік. Повернувшись, він оселився у Львові, але часто відвідував Покуття (південно-східна Галичина), де малював сцени із зображенням гуцулів та їх культуру. У 1908 році він став членом Товариства польських художників «Штука». Через чотири роки він приєднався до віденської мистецької спілки «Гаґенбунда». Того ж року його призначили професором декоративного живопису в Державній академії мистецтв і ремесел у Бреславі. Він часто виставлявся під ім'ям «Фрідріх Паутч», зокрема у Великій берлінській виставці мистецтв у 1914 році, де представив сімнадцять робіт.
Під час Першої світової війни служив у Польському легіоні, самостійному підрозділі австро-угорської армії. З 1915 року він також працював військовим художником, призначеним до Королівської військової преси. Він обіймав цю посаду одразу після закінчення війни. У 1919 році він покинув Бреслав, щоб прийняти посаду директора Школи мистецтв і ремесел у Познані. Там він був одним із засновників мистецького руху, відомого як «Świt» (Світанок), до якого входив скульптор-монументаліст Мечислав Любельський.

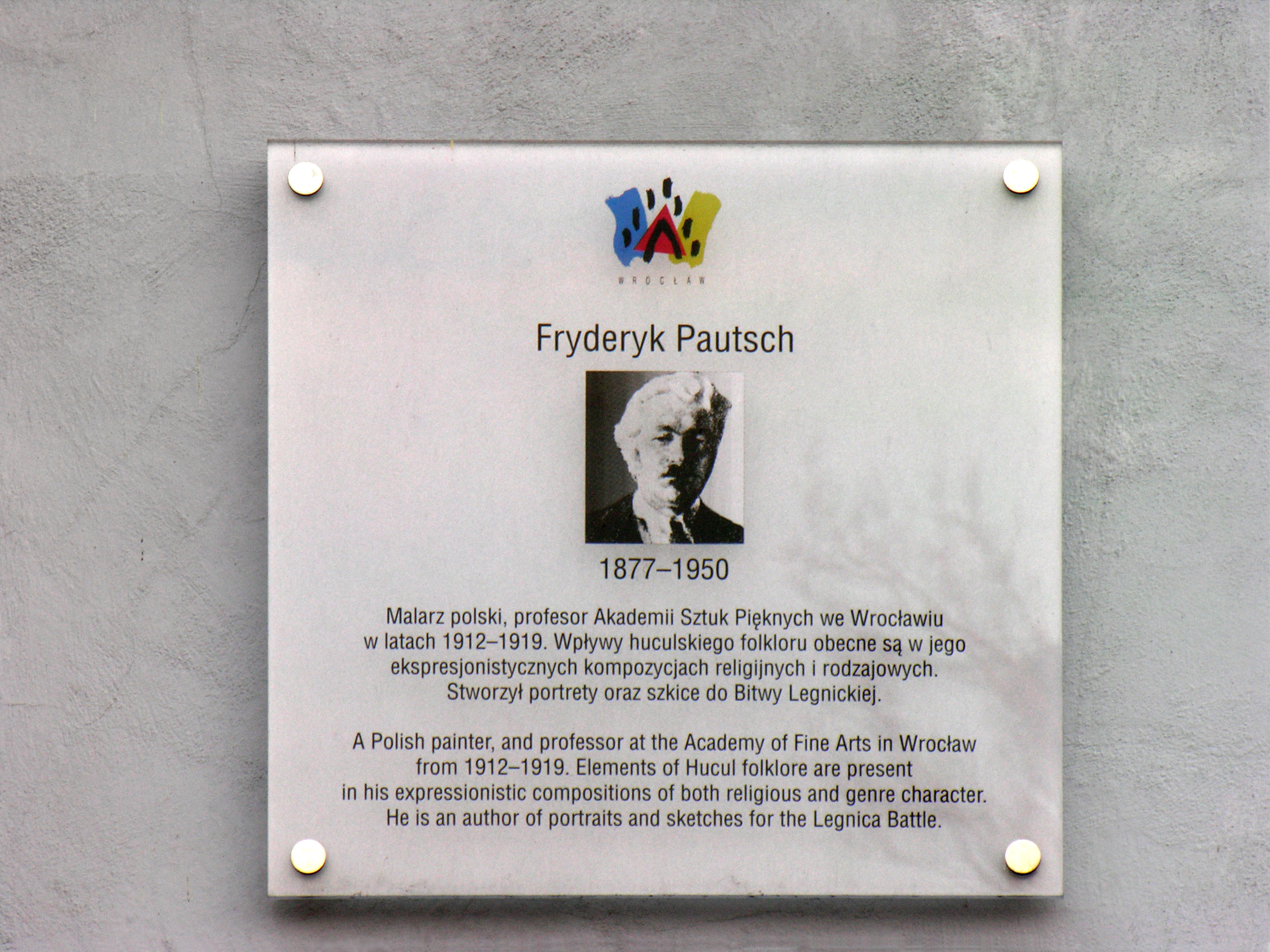
Пам'ятна дошка у Вроцлаві

У 1925 році він був призначений професором Краківської академії красних мистецтв. Крім того, він обіймав посаду ректора у 1931 і 1936 роках. В останньому році він був нагороджений Офіцерським хрестом Ордена Відродження Польщі в 1931 році та Командорським хрестом в 1936 році за заслуги в мистецтві. Під час німецької окупації Польщі він був понижений до викладача в перейменованому Державному училищі художніх промислів і залишався ним до закриття закладу в 1943 році, коли німецький персонал був призваний на службу в армію. Після війни, у 1945 році, Паутч повернувся на посаду професора в академії, яку обіймав до самої смерти. Помер 1 липня 1950 році в Кракові.

## Пам'ять
21 листопада 2018 року на фасаді Делятинського ліцею № 1 відкрили меморіальну таблицю видатному польському художнику Фредеріку Паутчу, автору портретів Гуцульщини.

## Роботи
Фредерик Паутч в 1939 році на ХХ Бієнале в Венеції представив 21 роботу.